# Obeidia millepunctata
Obeidia millepunctata là một loài bướm đêm trong họ Geometridae.